# Italjet Moto
Die Firma Italjet Moto Srl (im umgangssprachlichen Gebrauch lediglich Italjet) ist ein italienischer Hersteller von Motorrädern. Die seit 1961 bestehende Firma ging aus der 1957 gegründeten Italemmezeta hervor. 2002 ging das Unternehmen in Konkurs (außer in Italien) und wurde 2006 durch Blue Energy aufgekauft. Seitdem werden neben Rollern auch wieder Motorräder sowie Quads vertrieben.

## Geschichte

### Firmengeschichte

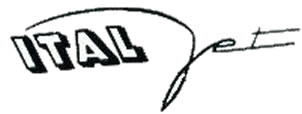
Ehemaliges Logo von Italjet (damals noch ohne den Zusatz moto)

Vor der Entstehung von Italjet hatte dessen Gründer Leopoldo Tartarini, Sohn des italienischen Rennfahrers Egisto Tartarini, bereits viele Erfolge bei Motorradrennen wie beispielsweise dem Motogiro d’Italia und eine Weltumrundung mit einer Ducati vorzuweisen. Die dabei geknüpften Kontakte, unter anderem auch diverse Weltmeister, baten ihn immer wieder um die Verbesserung oder Neukonstruktion ihrer Motorräder. Kurze Zeit später gab er den Rennsport auf und begann zunächst mit der Serienfertigung von Motorradrahmen. Daraufhin gründete Tartarini 1957 die Firma Italemmezeta, in welcher MZ-Motoren in die von ihm entwickelten Rahmen eingebaut wurden. 1959 begann die Produktion kompletter Motorräder. Schließlich entstand 1961 die Firma Italjet mit Sitz in San Lassaro di Saveno bei Bologna, in welcher anfangs Motoren von Minarelli und Sachs verwendet wurden.
Bereits in den 1960er-Jahren erregte die Firma durch technische Superlative wie besonders schnellen oder kleinen Krafträdern Aufsehen. Zudem wurden nun auch Motoren der Firma Ducati verbaut. In Zusammenarbeit mit Bultaco entstanden ab 1982 einige Motorradmodelle. Allerdings blieb bei späteren Modellen der Verkaufserfolg aus, sodass sich Italjet Anfang der 1990er-Jahre aus dem Motorradgeschäft zurückzog und sich auf das Rollergeschäft konzentrierte.
Durch technische Innovationen in diesem Bereich stieg der Kaufpreis von Italjet-Rollern in die Höhe. Dies wird unter anderem als Erklärung für den Konkurs der Marke im Jahr 2002 genannt. Ein weiterer Grund war die Neuerrichtung eines Werks für die Herstellung des Modells Grifon im Jahr 1999. Italjet existierte danach nur noch in Italien und wurde 2006 durch die Firma Blue Energy, welche ebenfalls in Bologna tätig ist, übernommen. Seitdem ist Massimo Tartarini, Sohn des Italjet-Gründers, Leiter des Unternehmens. Der heutige Standort des Unternehmens ist Castel San Pietro Terme, ebenfalls in Bologna. Hyosung ist der koreanische Partner. Zudem werden einige Modelle von der Firma Kinetic in Indien gefertigt.

### Modellgeschichte

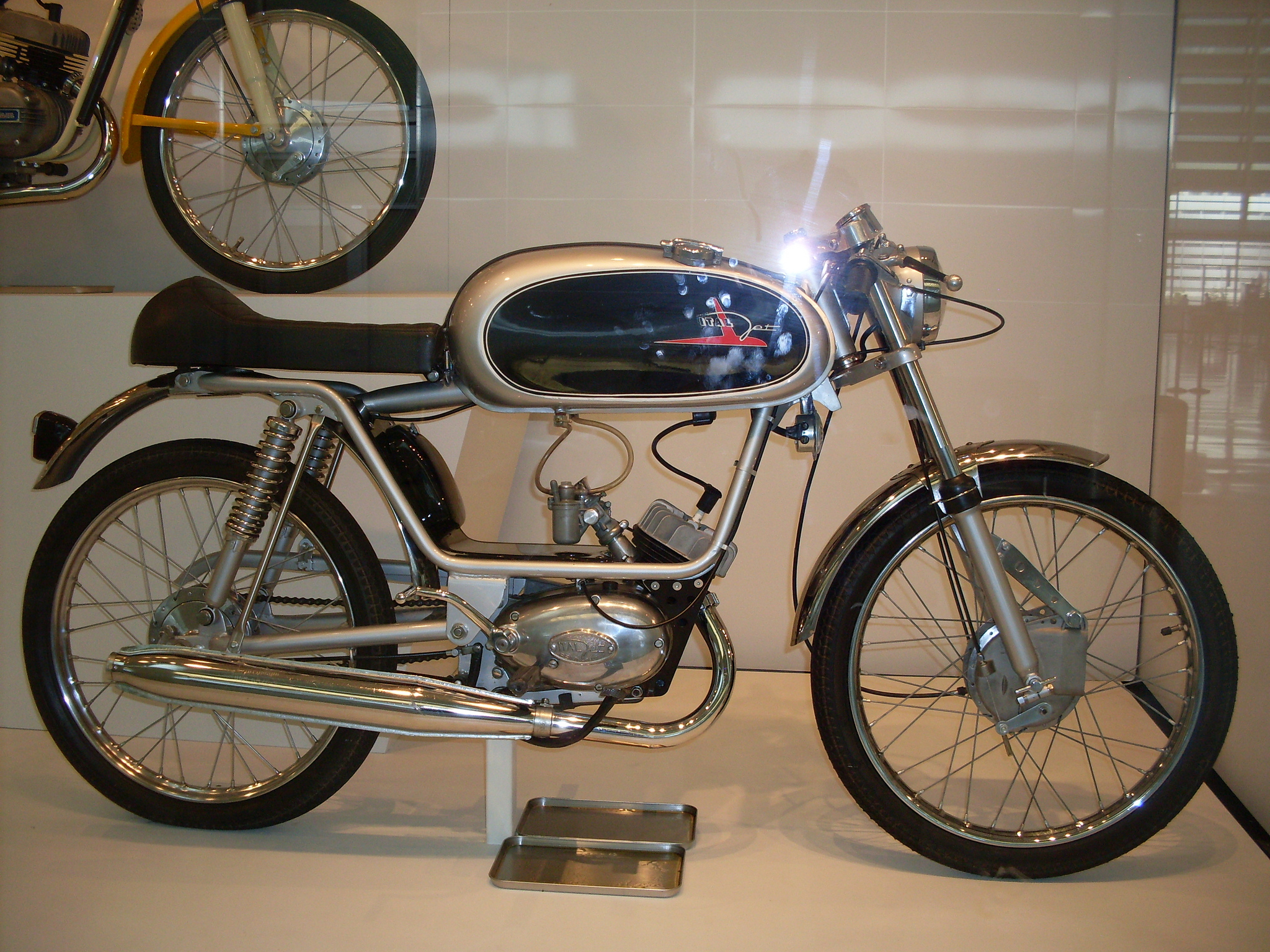
Italjet Mustang Veloce 1969

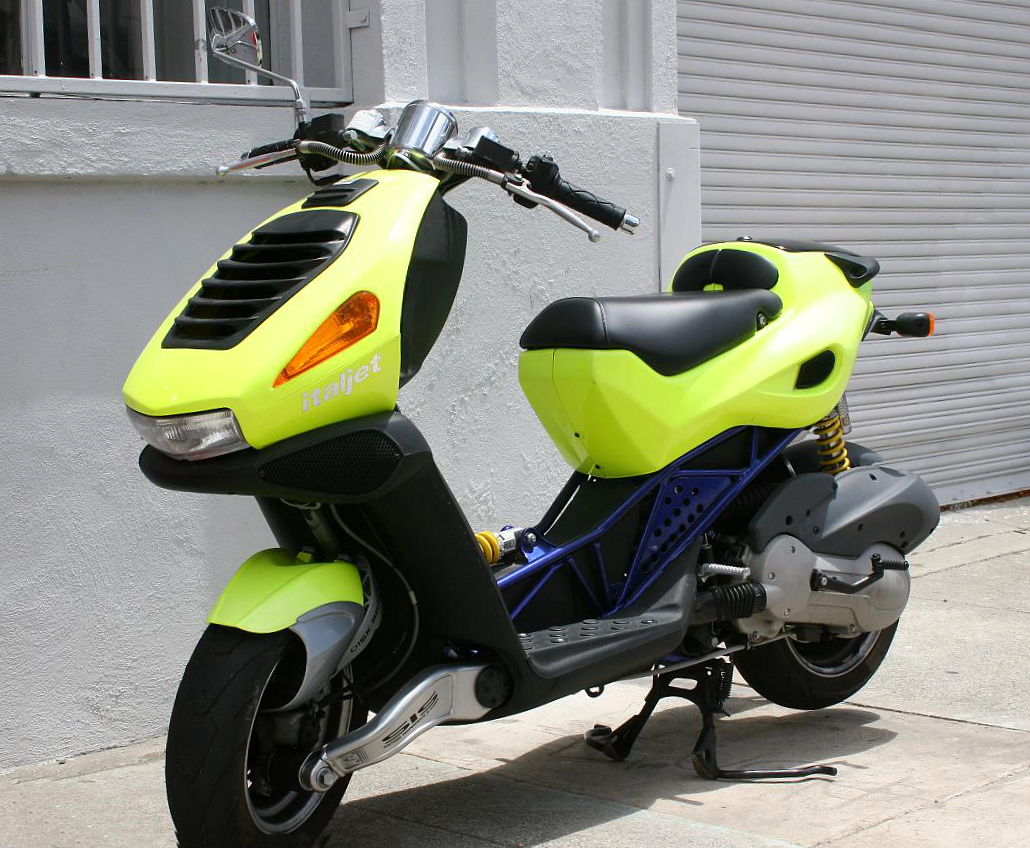
Italjet Dragster 180

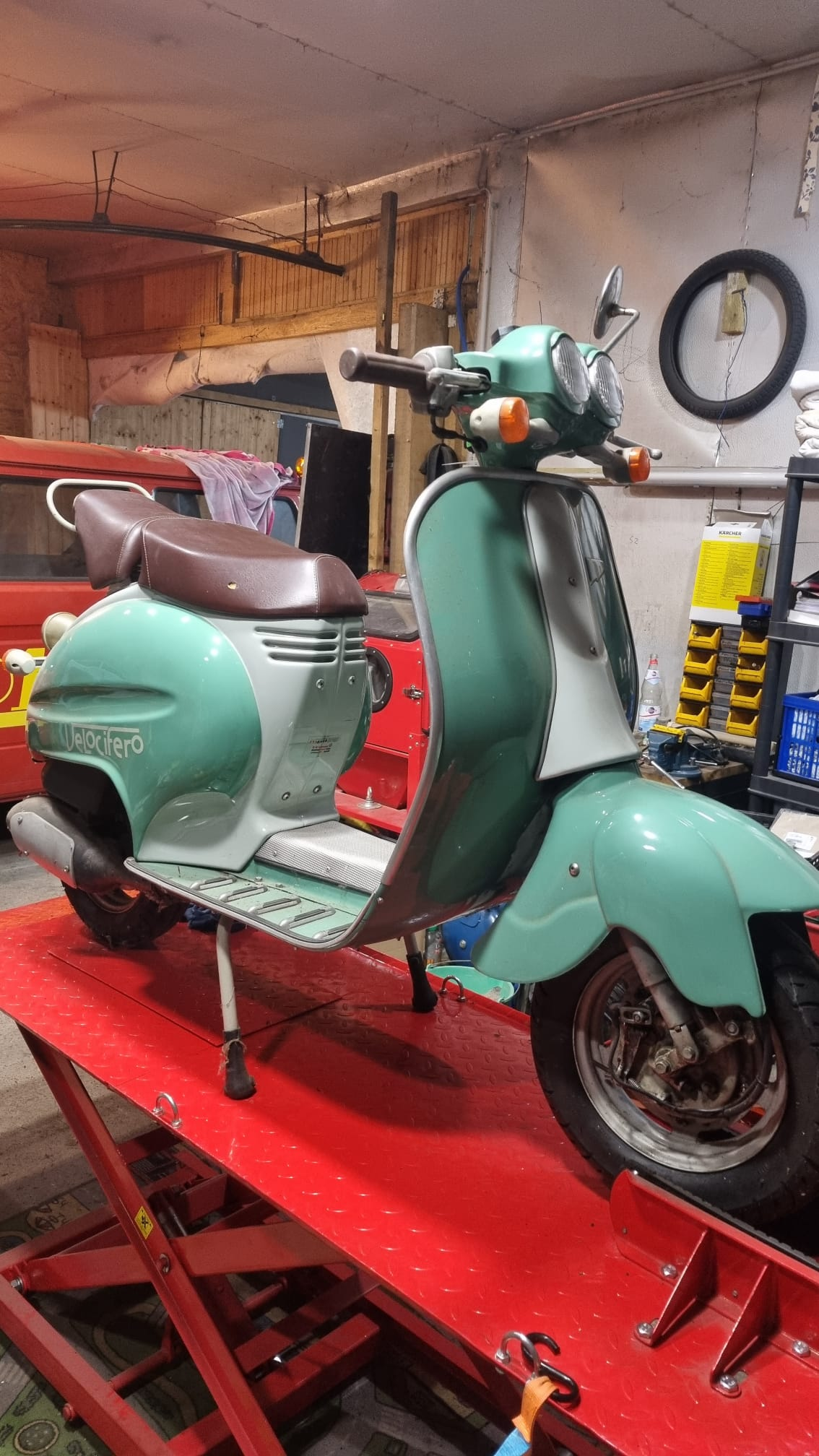
Italjet Velocifero

Als die Firma noch Italemmezeta hieß, wurden vor allem Motoren mit 125 bis 175 cm³ Hubraum verbaut. Nach der Umfirmierung 1961 kamen auch 50 cm³ Kleinkrafträder mit Minarelli oder Sachs-Motoren hinzu, wie beispielsweise dem mit 130 km/h damals schnellsten Modell Vampiro aus dem Jahr 1965 oder dem besonders kleinen Go-Go 50, welches drei Jahre später auf den Markt gebracht wurde. Große Maschinen wurden allerdings auch weiterhin entwickelt und vertrieben. Ab 1968 entwickelte Italjet viele neue Fahrzeugtypen. So war der Mini-Bambino das erste Minibike für Kinder. Dieses hatte ein Gewicht von 26 kg und hatte eine automatische Kupplung und ein Einganggetriebe. Verbaut wurde ein Zweitaktmotor von Franco Morini zusammen mit Acht-Zoll-Reifen. Ein Jahr später entstand mit der Kit-Kat 50 das erste klappbare Moped.
Speziell für junge Motocross-Fahrer entwickelte Italjet die Modelle CX 50 (mit Vierganggetriebe), CX 50 R (Motor mit Leichtmetall-Legierung und 5,5 PS bei 8.500/min), CX 80 R (vor allem für den Export bestimmt; mit Minarelli-Motor und 13 PS bei 10.500/min), CX 100 (als Geländesportmaschine für Jugendliche von 11 bis 13 Jahren), CX 125 (als Wettbewerbsmaschine nur in begrenzter Anzahl für 13- bis 16-Jährige hergestellt) und die Coyote 125 (19 PS) sowie die Buccaneer mit einem 125-cm³-Zweizylindermotor von Yamaha.
Es folgten weitere Modelle mit mehr Hubraum (wie die Grifon mit Triumph-Bonneville-Motor und zwei Zylindern und 650 cm³ Hubraum) und auch Modelle in Zusammenarbeit mit Ducati (zum Beispiel die Ducati 500). Eine Aufmerksamkeit erregende Entwicklung war das mit Motorradtechnik ausgestattete Dreirad Cyclecar, mit welchem Tartarini am 12. November 1969 in Monza drei Weltrekorde brach. Mit der Pack-a-Way 50 entstand ein weiteres klappbares Moped, welches durch sein außergewöhnliches Design einen dauerhaften Platz im New Yorker Museum of Modern Art bekam.
Im Jahr 1982 wurde zusammen mit Bultaco der Italjet 350 T entwickelt, auf dem der Fahrer Bernie Schreiber einen Vize-Weltmeistertitel einholte. 1983 wurde daraufhin das erste Italjet Trial-Motorrad mit Viertaktmotor entwickelt, die Scott 350. Aufgrund des Verkaufserfolges wurden weitere Modelle entwickelt, deren Verkaufszahlen allerdings nicht befriedigend waren. Daher zog sich Italjet in den 1990ern aus der Motorradproduktion zurück.

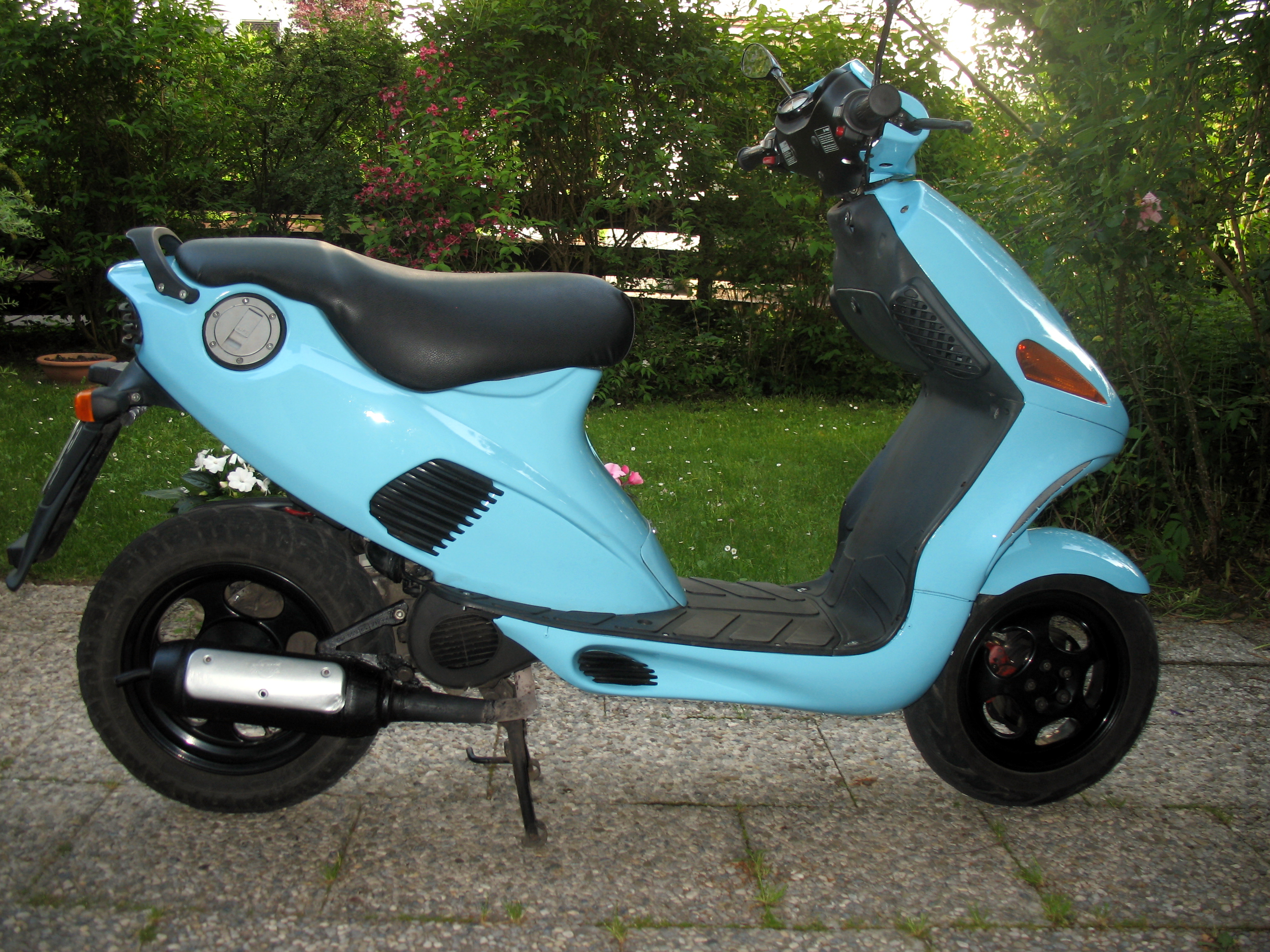
Italjet Formula 50 AC (Baujahr 1998)

Rollermodelle mit technischen Innovationen wie die Dragster-Baureihe, wassergekühlte Zweitaktmotoren mit Gitterrohrrahmen und Achsschenkellenkung, folgten. Der Roller stand ebenfalls im Museum of Modern Art. Andere Typen zu dieser Zeit waren der Jupiter (ein Maxi-Scooter), der Torpedo (Großradroller), der Velocifero (ein Roller im Retro - Stil, sieht einer Vespa ähnlich, allerdings mit Doppelscheinwerfer) und der Dragster mit einer einarmigen Cantileverschwinge, einem Gitterrahmen und hydropneumatischen Federung, wodurch dieser eine sehr futuristische Optik erhielt.

## Aktuelle Modelle
Nach der Übernahme werden nun neben Rollern auch Quads und Motorräder angeboten. So wurde der Dragster-Roller neu aufgezogen und wird nun in einer 125-cm³- sowie in einer 200-cm³-Variante vertrieben. Neu ist auch der Fast Boy, ein Minicross mit wahlweise Acht- oder Zehn-Zoll-Reifen. Zudem ist mit dem Pit Jet auch wieder eine 125-cm³-Maschine im Angebot. Mit dem Peppery sowie dem Coyote stellt Italjet nun auch Quads her.

## Trivia
Zum 1. Januar 2025 waren in Deutschland 1789 Italjet-Krafträder zum Straßenverkehr zugelassen.